# 羅針図

ポルトガルの地図製作者 Pedro Reinel (1504) の古い海図にある羅針図

羅針図（らしんず）またはローズデヴァン（仏：Rose des vents）とは、地図や海図に東西南北の方位を示すために置かれる図形である。また、古い方位磁針（羅針盤）の文字盤の目盛付きの模様も意味する。羅針図の考え方は今日のあらゆる航行システムに取り入れられており、海図、無指向性無線標識(NDB)、超短波全方向式無線標識(VOR)、グローバル・ポジショニング・システム(GPS) といった機器や装置に見られる。方位磁針が考案されたのは11世紀だが、それ以前にも羅針図に相当する方位を示すものとしてウィンドローズがあり、風の吹いてくる方向を方位に対応させたものだった。風配図は今では各方位から吹く風の頻度を表す図として、気象学者が使っている。

## 歴史

Jorge de Aguiar (1492) による海図にある32方位羅針図（ウィンドローズ）を再現したもの。署名と日付が書かれたポルトガル最古の海図である。

羅針図は地図上で方位を示す要素であり、東西南北はもちろんのこと、その中間の方位も示しているものが多い。
「ローズ」つまり「薔薇」とあるのは、初期の羅針盤の派手に飾り立てられた模様に由来する。フルール・ド・リスという意匠を北を指す部分に使うことがあった。これは、北風を意味する Tramontane のイニシャル T を表したものである。同様に古い地図では東に東風を意味する Levante の L を意匠化したものか、西ヨーロッパ各国から見てエルサレムの方角だということで十字架を描くことがあった。
初期の羅針図（ウィンドローズ）は30°ごとの12方位を描いており、特に古代ローマ人がこの形式を好んだ。中世になると船員の教育レベルが低いため30°と言われてもピンと来なかったことから、16方位の羅針図が描かれるようになった。16方位になると22.5°ごとという半端な数値になるが、一周を360°と考えずに4方位の半分の半分と考えれば直観的にわかりやすい。また、グラードという単位を使えば、25グラードごとというキリのよい値になる。
羅針図の古代版 Rose of the Winds は、方位をそれぞれの方位から吹く風を擬人化した神アネモイの名で表した。例えば、西はゼピュロス、東はエウロスといった呼称である。
中世のアラブ人は32方位羅針図を航海に使っていた。
標準的な羅針図を描いた最初の人物は Pedro Reinel である。
トラバースボード（航行記録盤）の上部にも羅針図が描かれていた。

## 現代の羅針図

海図によく見られる羅針図。真の北と磁極の北の両方を示している。

現代の羅針図は2つの同心円になっている。外側の環は真の方位を示し、内側の環は磁方位を示している。真北は地理上の北極点を指し、磁北は（方位磁針が指すのと同じ）北磁極を指している。この2つの北の角度の差を偏角と呼び、船の位置によって変わる。
聖公会（アングリカン・コミュニオン）はシンボルとして羅針図（聖公会#アングリカン・コンパス・ローズ）を使っている。

## ギャラリー

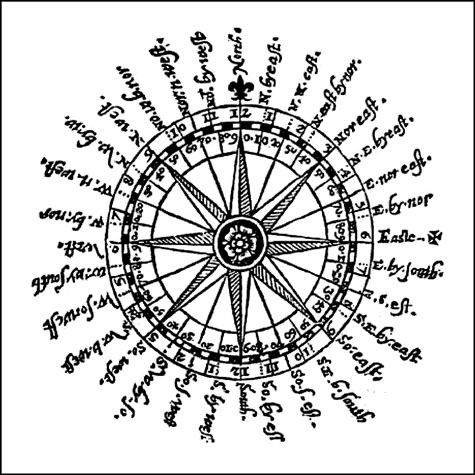
古い羅針図
8方位の羅針図
北を強調した16方位羅針図
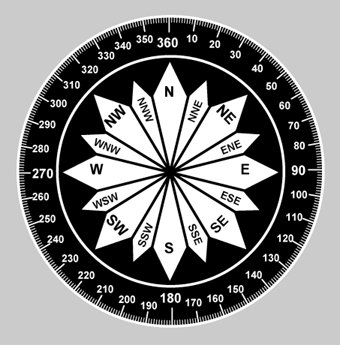
16方位羅針図
16方位羅針図
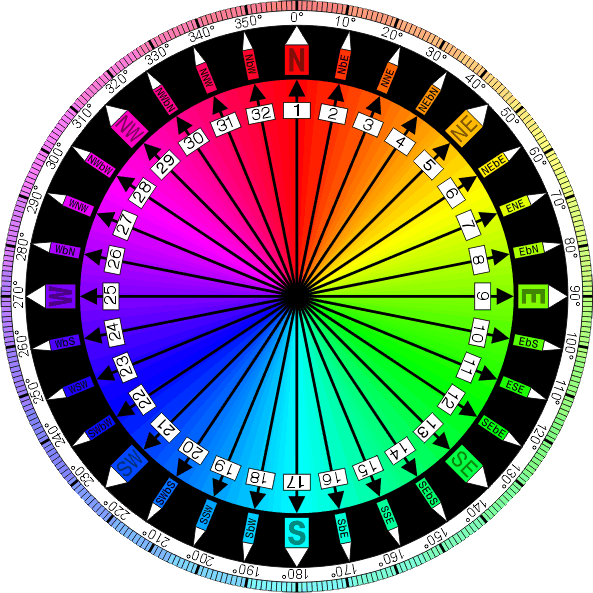
32方位羅針図
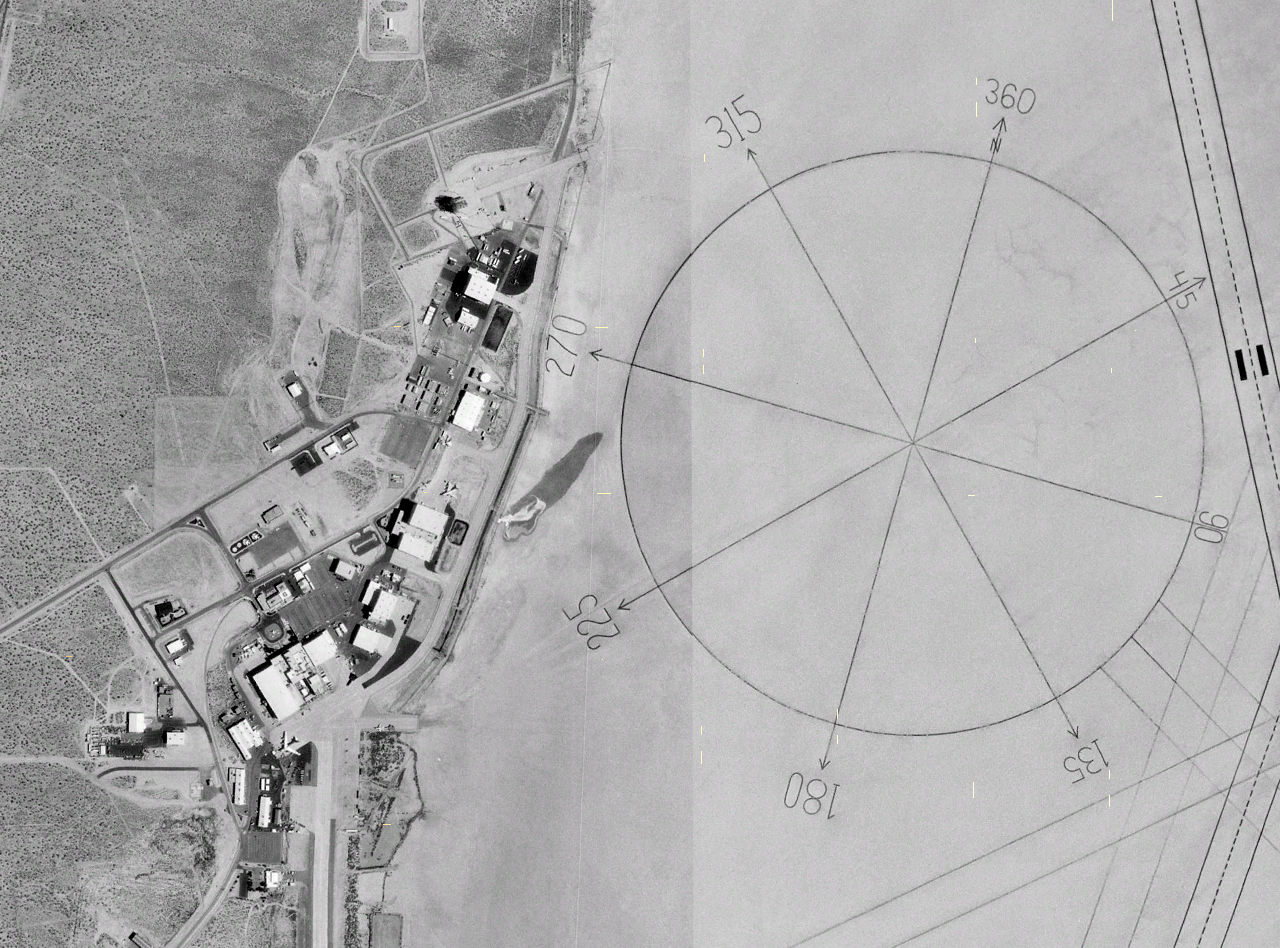
世界最大の羅針図。エドワーズ空軍基地付近の砂漠に描かれたもの。